# Llista d'asteroides/128201–128300
| Nom      | Designació provisional | Data de descobriment | Lloc de descobriment | Descobridor/s  |
| -------- | ---------------------- | -------------------- | -------------------- | -------------- |
| 128201 - | 2003 SZ46              | 16 de setembre, 2003 | Anderson Mesa        | LONEOS         |
| 128202 - | 2003 SX47              | 18 de setembre, 2003 | Palomar              | NEAT           |
| 128203 - | 2003 SN52              | 18 de setembre, 2003 | Palomar              | NEAT           |
| 128204 - | 2003 SX53              | 16 de setembre, 2003 | Socorro              | LINEAR         |
| 128205 - | 2003 SW56              | 16 de setembre, 2003 | Kitt Peak            | Spacewatch     |
| 128206 - | 2003 SU58              | 17 de setembre, 2003 | Anderson Mesa        | LONEOS         |
| 128207 - | 2003 SL61              | 17 de setembre, 2003 | Socorro              | LINEAR         |
| 128208 - | 2003 SZ62              | 17 de setembre, 2003 | Kitt Peak            | Spacewatch     |
| 128209 - | 2003 SS65              | 18 de setembre, 2003 | Anderson Mesa        | LONEOS         |
| 128210 - | 2003 SJ67              | 19 de setembre, 2003 | Socorro              | LINEAR         |
| 128211 - | 2003 SG70              | 17 de setembre, 2003 | Kitt Peak            | Spacewatch     |
| 128212 - | 2003 SC73              | 18 de setembre, 2003 | Kitt Peak            | Spacewatch     |
| 128213 - | 2003 SK73              | 18 de setembre, 2003 | Kitt Peak            | Spacewatch     |
| 128214 - | 2003 SF75              | 18 de setembre, 2003 | Kitt Peak            | Spacewatch     |
| 128215 - | 2003 SL77              | 19 de setembre, 2003 | Kitt Peak            | Spacewatch     |
| 128216 - | 2003 SS77              | 19 de setembre, 2003 | Kitt Peak            | Spacewatch     |
| 128217 - | 2003 SN79              | 19 de setembre, 2003 | Kitt Peak            | Spacewatch     |
| 128218 - | 2003 SX79              | 19 de setembre, 2003 | Kitt Peak            | Spacewatch     |
| 128219 - | 2003 SP82              | 18 de setembre, 2003 | Socorro              | LINEAR         |
| 128220 - | 2003 SN88              | 18 de setembre, 2003 | Campo Imperatore     | CINEOS         |
| 128221 - | 2003 SZ99              | 20 de setembre, 2003 | Kitt Peak            | Spacewatch     |
| 128222 - | 2003 SP101             | 20 de setembre, 2003 | Palomar              | NEAT           |
| 128223 - | 2003 SG102             | 20 de setembre, 2003 | Kitt Peak            | Spacewatch     |
| 128224 - | 2003 SZ102             | 20 de setembre, 2003 | Socorro              | LINEAR         |
| 128225 - | 2003 SP106             | 20 de setembre, 2003 | Kitt Peak            | Spacewatch     |
| 128226 - | 2003 SB114             | 16 de setembre, 2003 | Palomar              | NEAT           |
| 128227 - | 2003 SG114             | 16 de setembre, 2003 | Socorro              | LINEAR         |
| 128228 - | 2003 SV123             | 18 de setembre, 2003 | Goodricke-Pigott     | R. A. Tucker   |
| 128229 - | 2003 SO125             | 19 de setembre, 2003 | Socorro              | LINEAR         |
| 128230 - | 2003 SQ126             | 19 de setembre, 2003 | Haleakala            | NEAT           |
| 128231 - | 2003 SH140             | 19 de setembre, 2003 | Palomar              | NEAT           |
| 128232 - | 2003 SO146             | 20 de setembre, 2003 | Palomar              | NEAT           |
| 128233 - | 2003 SD148             | 16 de setembre, 2003 | Socorro              | LINEAR         |
| 128234 - | 2003 SC149             | 16 de setembre, 2003 | Kitt Peak            | Spacewatch     |
| 128235 - | 2003 ST150             | 17 de setembre, 2003 | Socorro              | LINEAR         |
| 128236 - | 2003 SC151             | 17 de setembre, 2003 | Socorro              | LINEAR         |
| 128237 - | 2003 SZ151             | 18 de setembre, 2003 | Kitt Peak            | Spacewatch     |
| 128238 - | 2003 SL154             | 19 de setembre, 2003 | Anderson Mesa        | LONEOS         |
| 128239 - | 2003 SX154             | 19 de setembre, 2003 | Anderson Mesa        | LONEOS         |
| 128240 - | 2003 SK165             | 20 de setembre, 2003 | Anderson Mesa        | LONEOS         |
| 128241 - | 2003 SO166             | 21 de setembre, 2003 | Kitt Peak            | Spacewatch     |
| 128242 - | 2003 SF171             | 22 de setembre, 2003 | Kleť                 | M. Tichý       |
| 128243 - | 2003 SO173             | 18 de setembre, 2003 | Socorro              | LINEAR         |
| 128244 - | 2003 SZ175             | 18 de setembre, 2003 | Palomar              | NEAT           |
| 128245 - | 2003 SU176             | 18 de setembre, 2003 | Palomar              | NEAT           |
| 128246 - | 2003 SC177             | 18 de setembre, 2003 | Palomar              | NEAT           |
| 128247 - | 2003 SW203             | 22 de setembre, 2003 | Anderson Mesa        | LONEOS         |
| 128248 - | 2003 SD216             | 25 de setembre, 2003 | Haleakala            | NEAT           |
| 128249 - | 2003 SR236             | 26 de setembre, 2003 | Socorro              | LINEAR         |
| 128250 - | 2003 SB238             | 27 de setembre, 2003 | Anderson Mesa        | LONEOS         |
| 128251 - | 2003 SA247             | 26 de setembre, 2003 | Socorro              | LINEAR         |
| 128252 - | 2003 SG249             | 26 de setembre, 2003 | Socorro              | LINEAR         |
| 128253 - | 2003 SU258             | 28 de setembre, 2003 | Kitt Peak            | Spacewatch     |
| 128254 - | 2003 SL259             | 28 de setembre, 2003 | Kitt Peak            | Spacewatch     |
| 128255 - | 2003 SG270             | 24 de setembre, 2003 | Haleakala            | NEAT           |
| 128256 - | 2003 SG284             | 20 de setembre, 2003 | Socorro              | LINEAR         |
| 128257 - | 2003 SG292             | 25 de setembre, 2003 | Palomar              | NEAT           |
| 128258 - | 2003 SF297             | 18 de setembre, 2003 | Haleakala            | NEAT           |
| 128259 - | 2003 SQ297             | 18 de setembre, 2003 | Haleakala            | NEAT           |
| 128260 - | 2003 SP298             | 18 de setembre, 2003 | Haleakala            | NEAT           |
| 128261 - | 2003 SX298             | 18 de setembre, 2003 | Haleakala            | NEAT           |
| 128262 - | 2003 SL301             | 17 de setembre, 2003 | Palomar              | NEAT           |
| 128263 - | 2003 SL303             | 17 de setembre, 2003 | Palomar              | NEAT           |
| 128264 - | 2003 SZ303             | 17 de setembre, 2003 | Palomar              | NEAT           |
| 128265 - | 2003 SF304             | 17 de setembre, 2003 | Palomar              | NEAT           |
| 128266 - | 2003 TB1               | 4 d'octubre, 2003    | Kingsnake            | J. V. McClusky |
| 128267 - | 2003 TM6               | 1 d'octubre, 2003    | Anderson Mesa        | LONEOS         |
| 128268 - | 2003 TB7               | 1 d'octubre, 2003    | Anderson Mesa        | LONEOS         |
| 128269 - | 2003 TD14              | 5 d'octubre, 2003    | Socorro              | LINEAR         |
| 128270 - | 2003 TV49              | 3 d'octubre, 2003    | Haleakala            | NEAT           |
| 128271 - | 2003 UY3               | 16 d'octubre, 2003   | Kitt Peak            | Spacewatch     |
| 128272 - | 2003 UD38              | 17 d'octubre, 2003   | Kitt Peak            | Spacewatch     |
| 128273 - | 2003 UC52              | 18 d'octubre, 2003   | Palomar              | NEAT           |
| 128274 - | 2003 UB58              | 16 d'octubre, 2003   | Kitt Peak            | Spacewatch     |
| 128275 - | 2003 UJ63              | 16 d'octubre, 2003   | Palomar              | NEAT           |
| 128276 - | 2003 UM74              | 17 d'octubre, 2003   | Kitt Peak            | Spacewatch     |
| 128277 - | 2003 UR119             | 18 d'octubre, 2003   | Palomar              | NEAT           |
| 128278 - | 2003 UL134             | 20 d'octubre, 2003   | Palomar              | NEAT           |
| 128279 - | 2003 UG137             | 21 d'octubre, 2003   | Socorro              | LINEAR         |
| 128280 - | 2003 UE139             | 16 d'octubre, 2003   | Palomar              | NEAT           |
| 128281 - | 2003 UQ145             | 18 d'octubre, 2003   | Anderson Mesa        | LONEOS         |
| 128282 - | 2003 UR156             | 20 d'octubre, 2003   | Socorro              | LINEAR         |
| 128283 - | 2003 UY166             | 22 d'octubre, 2003   | Socorro              | LINEAR         |
| 128284 - | 2003 UZ167             | 22 d'octubre, 2003   | Socorro              | LINEAR         |
| 128285 - | 2003 UE183             | 21 d'octubre, 2003   | Palomar              | NEAT           |
| 128286 - | 2003 UC187             | 22 d'octubre, 2003   | Palomar              | NEAT           |
| 128287 - | 2003 UZ196             | 21 d'octubre, 2003   | Kitt Peak            | Spacewatch     |
| 128288 - | 2003 UZ209             | 23 d'octubre, 2003   | Anderson Mesa        | LONEOS         |
| 128289 - | 2003 US254             | 24 d'octubre, 2003   | Kitt Peak            | Spacewatch     |
| 128290 - | 2003 UR258             | 25 d'octubre, 2003   | Kitt Peak            | Spacewatch     |
| 128291 - | 2003 UV258             | 25 d'octubre, 2003   | Socorro              | LINEAR         |
| 128292 - | 2003 WR39              | 19 de novembre, 2003 | Kitt Peak            | Spacewatch     |
| 128293 - | 2003 WM84              | 19 de novembre, 2003 | Palomar              | NEAT           |
| 128294 - | 2003 WM95              | 19 de novembre, 2003 | Anderson Mesa        | LONEOS         |
| 128295 - | 2003 WD111             | 20 de novembre, 2003 | Socorro              | LINEAR         |
| 128296 - | 2003 WH153             | 26 de novembre, 2003 | Anderson Mesa        | LONEOS         |
| 128297 - | 2003 XD11              | 13 de desembre, 2003 | Wrightwood           | J. W. Young    |
| 128298 - | 2003 XR38              | 4 de desembre, 2003  | Socorro              | LINEAR         |
| 128299 - | 2003 YL61              | 19 de desembre, 2003 | Socorro              | LINEAR         |
| 128300 - | 2003 YH80              | 18 de desembre, 2003 | Socorro              | LINEAR         |